# 延斯·克里斯蒂安·斯科
延斯·克里斯蒂安·斯科（丹麥語：Jens Christian Skou，1918年10月8日—2018年5月28日），丹麦化学家，诺贝尔化学奖得主。

## 生平
斯科生于丹麦萊姆維的一个富有家庭。他父亲馬格努斯·馬丁努斯·斯科是一名木材和煤炭商，母亲安妮·瑪格麗特·斯科在他父亲去世后接管了公司。15歲时斯科进入西兰岛海斯萊烏的一所寄宿学校，1944年从哥本哈根大学获得医学学位，随后1954年获得博士学位。1947年他开始在奥胡斯大学工作，并于1977年被聘为该校的生物物理学教授。斯科于1988年从奥胡斯大学退休，但仍保留了在学院的办公室。
1997年，他同保罗·博耶、约翰·沃克一起发现了钠钾-ATPase（鈉鉀幫浦），获得诺贝尔化学奖。